# Șindrești, Maramureș
Șindrești este un sat în comuna Dumbrăvița din județul Maramureș, Transilvania, România.

## Istoric
Prima atestare documentară: 1411 (Sandorfalva). 

## Etimologie
Etimologia numelui localității: din n. grup șendrești < antrop. Șandru (< magh. Sándor „Alexandru", nume calendaristic, cf. gr. Aleksandros < adj. „care protejează pe oameni”) + suf. rom. -ești (> Șăndrești > Șendrești > Șindrești). 

## Demografie
La recensământul din 2011, populația era de 567 locuitori. 

## Note

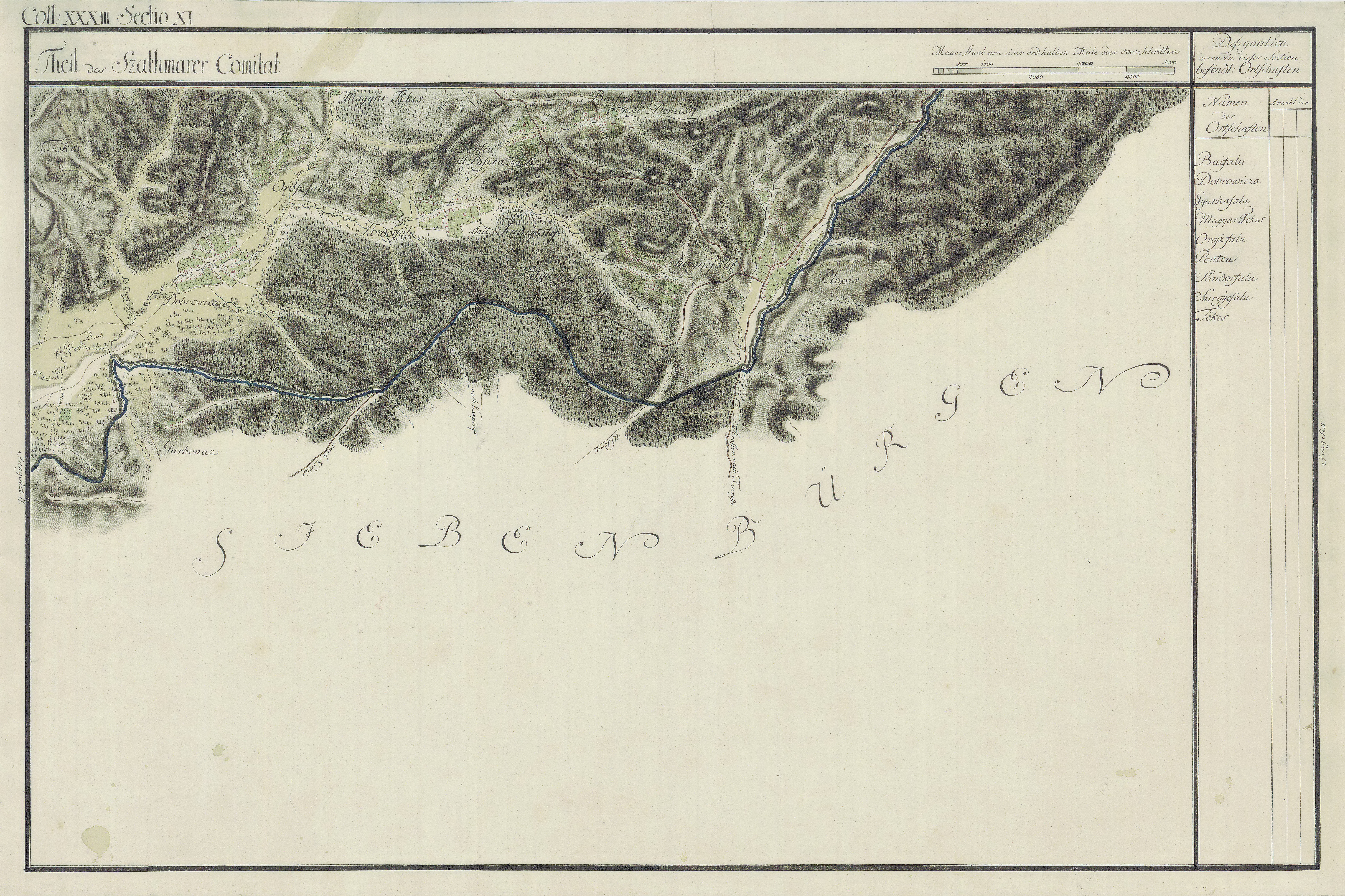
Șindrești în Harta Iosefină a Comitatului Sătmar, 1782-85